# 友谊农场 (行政区)
友谊农场是一个位于中华人民共和国黑龙江省双鸭山市友谊县的农场，亦是黑龙江省农垦红兴隆管理局所属的一个农场。
友谊农场始建于1954年，是苏联政府当年援助中国经济建设154个项目中唯一农业项目。位于三江平原腹地，场部与农垦红兴隆管理局局直相距18公里。面积188812公顷，其中耕地面积106676公顷，人口10.24万人。

## 行政区划
友谊农场下辖以下单位：
友谊场直社区、友谊农场第一管理区、友谊农场第二管理区、友谊农场第三管理区、友谊农场第四管理区、友谊农场第五管理区、友谊农场第六管理区、友谊农场第七管理区、友谊农场第八管理区、友谊农场第九管理区、友谊农场第十管理区、友谊农场第十一管理区和友谊农场林业管理区。